# Jerry, somnanbule
Pour plus de détails, voir Fiche technique et Distribution.
Jerry, somnanbule (Jerry, Jerry, Quite Contrary) est un cartoon de Tom et Jerry réalisé par Chuck Jones et Maurice Noble, produit par la Metro-Goldwyn-Mayer sorti en 1966.

## Sypnosis
L'intrigue du dessin animé est assez simple, impliquant diverses pitreries que Jerry (alors qu'il est somnambule) fait à Tom pendant son sommeil et les efforts ultérieurs de Jerry pour les arrêter en restant éveillé.
Tom dort profondément pendant les heures suivantes :
- 1 heure 59 : Jerry sort de son trou en pleine crise de somnambulisme et tire les moustaches de Tom, de manière à ce qu'elles s'alignent d'un côté de son visage. Tom se réveille, perplexe, et repousse ses moustaches à la même longueur. Il repère Jerry, le retient d'un doigt et s'accroupit furieusement devant lui. Jerry lui décoche un coup de poing à la mâchoire, de sorte que ses lèvres couvrent le visage de Tom, qui se referme brusquement. Jerry rit et s'éloigne. Tom claque des doigts et réveille Jerry. Ce dernier se retourne lentement, terrifié, et Tom lui tourne la tête de telle sorte qu'elle tourne sans cesse comme une roue d'exercice. Tom le pousse alors dans son trou avec une queue de billard. Jerry se précipite dans la pièce comme un pneu de moto, rebondissant sur les pieds des chaises et des murs, puis s'écrase dans son trou. Il se remet de sa collision avec son propre mur et hausse les épaules, impassible.
- 2 heures 25 : Jerry sort et tire la queue de Tom pour qu'elle se transforme en parapluie. Tom se réveille, replie sa queue et se lance à la poursuite de Jerry, mais sa queue se déplie à nouveau pour prendre la forme d'un parapluie. Jerry rit de la même voix banale que précédemment et se réveille une seconde fois. Tom le soulève avec colère et l'attache avec une ficelle. Tom déroule la ficelle et Jerry est projeté et tournoyant dans la pièce comme une toupie, rebondissant sur les pieds des chaises et des murs d'une manière similaire à sa précédente humiliation, puis retombe dans son trou, complètement épuisé par le vertige.
- 3 heures 07 : Jerry sort avec un couteau à steak pour poignarder le chat, mais il éternue et se réveille. Réalisant le méfait qu'il allait commettre, il ramasse le couteau et retourne dans son trou, coupable.
- 3 heures 26 : Suite à sa précédente crise de somnambulisme, Jerry avale huit verres de café pour tenter de rester éveillé. Assis sur une bobine, il voit ses traits s'affaisser, mais il les secoue à deux reprises. Il essaie d'ouvrir les paupières, mais elles se ferment toutes seules. Il les secoue, puis s'assoupit et se relève, mais ses traits s'affaissent une troisième fois et il ne peut s'empêcher de sombrer dans le monde onirique. Jerry sort alors et lance une brique sur Tom, mais éternue et se réveille une seconde fois. Jerry hurle de peur et ouvre les yeux du chat. Tom voit la brique arriver droit sur lui, ouvre la bouche de panique et avale la brique rouge. Jerry lui fait signe; et Tom le rejette dans son trou et le ferme avec quatre clous enfoncés au marteau.
- 3 heures 40 : Jerry arrache les quatre clous de la planche qui bouche son trou et ouvre le trou. Il porte une pelote de laine. Jerry attache une extrémité à la queue de Tom, étale la laine dans toute la maison et à l'extérieur. Puis, il attache l'autre extrémité à une enclume et la pousse dans la cheminée. Tom est réveillé en sursaut et tiré à travers la maison, se faufilant dans les plus petits interstices, puis hissé jusqu'à la cheminée avant de se cogner la tête contre l'enclume au pied de la cheminée. La caméra se retourne. Finalement brisé et excédé par les pitreries de Jerry, Tom pleure et plie bagage, espérant trouver la paix.

Il part pour le désert, où il transpire à grosses gouttes. Jerry est là aussi, mais il est encore somnambule.

## Musique
- Eugene Poddany